# ソフィー (エディンバラ公爵夫人)
エディンバラ公爵夫人ソフィー（Sophie, Duchess of Edinburgh、1965年1月20日 - ）は、イギリスの王族。エディンバラ公爵エドワード王子の妻。

## 略歴

エディンバラ公爵夫人の紋章

ソフィー・ヘレン・リース＝ジョーンズ（Sophie Helen Rhys-Jones）として、オックスフォードで誕生した。父クリストファーはタイヤのセールスマン、アイルランド系の母メアリーは秘書をしていた。メディア業界で働き、1999年にエドワード王子と結婚した。王族はウェストミンスター寺院かセントポール寺院で挙式するのが常であるが、2人の希望を反映し、挙式はウィンザー城内にあるセント・ジョージズ礼拝堂で行われた（Wedding of Prince Edward and Sophie Rhys-Jones）。挙式当日、エリザベス2世よりエドワードはウェセックス伯爵およびセヴァーン子爵（ソフィーの家系がイングランドのウェールズとの境界近く、ウェスト・ミッドランズ地方の出身であり、近くを流れるセヴァーン川より採用された）の称号を授けられた。
夫妻は、
- 第1子(長女)：ルイーズ（2003年 - ）
- 第2子(長男)：ジェームズ（2007年 - ）

の2子（1男1女）をもうけているが、夫妻の意向により、子供たちは殿下（His/Her Royal Highness）および王女（プリンセス）・王子（プリンス）を名乗らない。
2020年6月に『サンデー・タイムズ』のインタビューを受けており、親交のあったサセックス公爵夫妻の王室離脱について「私たちはみんな新しい家族は誰であっても手を差し伸べます」「2人が幸せになることだけを祈っています」とコメントしている。自身は、マスコミからの厳しい視線に慣れるのに5年かかったという。またエドワード王子と5年間交際し、婚約から結婚までの半年間はバッキンガム宮殿に住んでいたことを話している。
2023年3月10日に夫のエドワード王子にエディンバラ公爵の爵位が授与されたことでエディンバラ公爵夫人となった。「エディンバラ公爵夫人」はエリザベス2世が1947年の結婚から1952年の即位まで名乗っていた称号で、71年ぶりに復活することになる。

## 称号・敬称・栄典・名誉職

### 称号・敬称
- 1965年1月20日 – 1999年6月19日: Miss Sophie Helen Rhys-Jones（ソフィー・ヘレン・リース＝ジョーンズ嬢）
- 1999年6月19日 – : Her Royal Highness The Countess of Wessex（ウェセックス伯爵夫人殿下）
  - 2019年3月10日 – : Her Royal Highness The Countess of Forfar（フォーファー伯爵夫人殿下）
- 2023年3月10日-: Her Royal Highness The Duchess of Edinburgh（エディンバラ公爵夫人殿下）

### 勲章
- 2002年: Queen Elizabeth II Golden Jubilee Medal
- 2004年: Royal Family Order of Queen Elizabeth II
- 2005年: Venerable Order of Saint John - Dame of Justice of the Most Venerable Order of the Hospital of St John of Jerusalem(DStJ)
- 2005年: Commemorative Medal for the Centennial of Saskatchewan
- 2010年: ロイヤル・ヴィクトリア勲章 - デイム・グランド・クロス (GCVO)
- 2012年: Queen Elizabeth II Diamond Jubilee Medal

#### 軍務
イギリス
- アレクサンドラ王妃陸軍看護軍団(Queen Alexandra's Royal Army Nursing Corps) 名誉軍団長
- 陸軍音楽軍団(Corps of Army Music) 名誉軍団長
- Royal Colonel of the 5th Battalion The Rifles
- 駆逐艦デアリング進水式執行者
- ウィッタリング空軍基地(Royal Air Force Wittering)名誉基地隊司令

 カナダ
- サウス・アルバータ軽騎兵連隊(the South Alberta Light Horse) 名誉連隊長
- リンカーン・アンド・ウェランド連隊 (the Lincoln and Welland Regiment) 名誉連隊長

#### 賞
- ヒラリー・ロダム・クリントン賞[2]